# Mundaring
Mundaring is een plaats langs de Great Eastern Highway, 34 kilometer ten oosten van Perth, in West-Australië.

## Geschiedenis
De oorspronkelijke bewoners van de streek waren de Nyungah Aborigines. De naam van de plaats werd afgeleid van een aborigineswoord dat uitgesproken werd als Mundahring. Het betekende "hoge plaats op een hoge plaats".
De eerste Europeanen vestigden zich in de streek in 1882 en openden wijn- en boomgaarden. In dezelfde periode werd de Eastern Railway aangelegd. Een houtzagerij verkreeg een concessie om bomen te hakken en naar haar houtzagerij te vervoeren. Pas in 1889 zou een ander bedrijf ter plaatse een houtzagerij bouwen. De houtzagerij kreeg er een spoorwegaansluiting.
Toen begin jaren 1890 goud gevonden werd in Coolgardie en Kalgoorlie ontstond er een goldrush. Een tekort aan drinkwater was een belangrijk probleem doordat de goudvelden in de woestijn lagen. De treinen reden daarenboven op stoom. Premier John Forrest bezocht de goudvelden in 1895. Hij verzocht C.Y. O'Connor, West-Australiës hoofdingenieur, een oplossing te zoeken voor het probleem. O'Connor stelde een pijpleiding van Perth naar Kalgoorlie voor. Het project ondervond veel tegenstand vanwege zijn enormiteit en kostprijs. O'Connor pleegde zelfmoord, een maand voor de pompen in werking gesteld werden. Forrest opende de pijplijn in januari 1903. Water wordt sindsdien over een afstand van 560 kilometer, vanuit de Mundaring Weir, naar Kalgoorlie gepompt.
De Mundaring Weir, een stuwdam, werd aangelegd in de rivier Helena in de Darling Range. Er werd een zijspoor afgetakt van de Eastern Railway naar de Mundaring Weir-bouwwerf. Aan de vertakking ontstond Mundaring. Het werd in mei 1898 officieel gesticht. Er werden verscheidene winkels, een spoorwegstation, een hotel en een postkantoor gebouwd. In 1901 werd een gemeentehuis gebouwd ('Agricultural Hall') dat ook dienst deed als schooltje.
Eens de stuwdam was afgewerkt werd ze een toeristische trekpleister. De overheid legde vanaf 1909 toeristische treinen in op het zijspoor naar de dam. Zakenmensen uit Perth kochten buitenverblijven in de streek. Mensen uit Perth begonnen er zich permanent te vestigen en naar het werk te pendelen. Er werden gastenverblijven gebouwd waar mensen verbleven omwille van gezondheidsredenen. Tijdens de jaren 1920-30 vestigden zich meer en meer mensen in Mundaring waardoor er ook meer handelszaken werden opgericht. Mundaring werd de belangrijkste plaats in het district. In 1926 werd het administratief districtsgebouw in Mount Helena gesloten en een nieuw geopend in Mundaring. Op 29 maart 1934 werd de Greenmount Road District vervangen door de Mundaring Road District. In januari 1961 werd de Road Board vervangen door de Shire of Mundaring.

## Beschrijving
Mundaring is het administratieve en dienstencentrum van het lokale bestuursgebied Shire of Mundaring. De Shire of Mundaring hoort bij de stadsagglomeratie Perth. De Great Eastern Highway, de Great Southern Highway en de Eastern Railway lopen door het district.
In 2021 telde Mundaring 3.190 inwoners.

## Toerisme
Het toerismekantoor van Mundaring ligt aan de Great Eastern Highway. Men vindt er informatie over onder meer:
- De Mundaring Heritage Walk is een wandelpad dat de historische gebouwen van Mundaring aandoet.
- Het Mundaring and Hills District Museum is een streekmuseum.
- Aan de Mundaring Weir vindt men het Perth Hills Discovery Centre en het No 1 Pump Station Museum. Er starten enkele wandelingen waaronder de C Y O'Connor Trail en de Weir View Walk.
- Het Bibbulmunwandelpad en de Munda Biddi Trail lopen door het district. Beiden zijn ongeveer duizend kilometer lang.
- De nationale parken Beelu en John Forrest liggen in de omgeving.
- De vijfenzeventig kilometer lange Kep Track van aan Mundaring Weir tot in Northam staat in het teken van de pijpleiding.
- De Railway Reserves Heritage Trail gaat over de oude spoorwegbeddingen van de Eastern Railway en langs het Mundaring Station Platform.

## Fauna
De Mundaring-Kalamunda Important Bird Area ligt nabij Mundaring. Onder meer de bedreigde dunsnavelraafkaketoes en langsnavelraafkaketoes worden er beschermd.

## Transport
Mundaring ligt langs de Great Eastern Highway. De GE2-busdienst van Transwa doet Mundaring enkele keren per week aan.

## Klimaat
Mundaring kent een warm mediterraan klimaat, Csa volgens de klimaatclassificatie van Köppen. De gemiddelde jaarlijkse temperatuur bedraagt 16,8 °C en de gemiddelde jaarlijkse neerslag 976 mm.